# Dicranotropis beckeri
Dicranotropis beckeri är en insektsart som beskrevs av Franz Xaver Fieber 1866. Dicranotropis beckeri ingår i släktet Dicranotropis och familjen sporrstritar. Inga underarter finns listade i Catalogue of Life.